# Lopo de Almeida, comendador de Loures
Lopo de Almeida foi comendador de Santa Maria de Loures na Ordem de Cristo, alcaide-mor e capitão-mor de Alcobaça.
Era Familiar do Santo Ofício

## Dados genealógicos
Lopo de Almeida era trineto por varonia do 1º conde de Abrantes e primo 2ºs dos condes de Avintes. 
Era filho de:
- D. Pedro de Almeida, comendador de Loures, presidente da Câmara de Lisboa, do Conselho de Estado. E de
- D. Maria Coutinho sua mulher e prima direita, filha de seu tio D. Francisco Pereira, comendador de Pinheiro na Ordem de Cristo, vedor da Fazenda do Infante D. Luiz, embaixador em Castela, e de D. Bernarda Coutinho sua terceira mulher[4].

Foi casado com:
- D. Joana de Portugal, filha e herdeira de D. João de Portugal[5], da casa dos condes de Vimioso, e D. Madalena de Vilhena, filha e herdeira de Francisco de Sousa Tavares, capitão-mor da Índia e das fortalezas de Cananor e Diu.[6]

Tiveram os seguintes filhos;
ª D. Pedo de Almeida, que serviu como mestre de campo na Flandres e morreu em 1620.
- D. João de Almeida, o Formoso, que sucedeu na Casa, que casou co D. Violante Henriques, filha de D. Marcos de Noronha[8].
- D. Francisco de Almeida, que morreu moço[9].
- D. Mariana de Portugal, freira no mosteiro da Esperança de Lisboa[10].
- D. Margarida de Portugal, freira no mosteiro da Santa Clara de Santarém[11].
- D. Bárbara de Portugal, freira no mosteiro do Sacramento de Lisboa[12].
- D. Jorge de Almeida, que morreu de tenra idade[13].